# 新内外綿
新内外綿株式会社是總部位於日本大阪府大阪市的一家以纤维為業的株式會社。它是シキボウ全資控股的子会社。

## 沿革
- 1887年9月 - 内外綿（內外棉）在大阪成立
- 1893年11月 - 内外綿的商号変更為内外綿株式会社（內外棉株式会社）
- 1948年12月 - 當時正值盟軍佔領當局實施財閥解體，内外綿被指定為解體對象，於是新公司新内外綿成立。次年原本的内外綿解散。
- 1950年1月 - 新内外綿在大阪證券交易所上市
- 2003年4月 - 新内外綿被シキボウ（日语：シキボウ）收購
- 2013年7月 - 大阪證券交易所併入東京證券交易所，新内外綿於是在東京證券交易所上市
- 2021年
  - 7月20日 - 新内外綿從東京證券交易所退市
  - 7月26日 - 新内外綿成為シキボウ（日语：シキボウ）的全資控股公司[1]

## 会社概要

### 内外綿
内外棉成立後，該公司在上海收购棉花，之後运回日本加工成棉制品，再销往國外。1898年，川村利兵卫成為内外棉董事。1902年，川村利兵卫來到上海、余姚、南通考察。1909年，内外棉决定在中国投资。1911
年，川村利兵卫在上海小沙渡创办内外棉在上海的第一家工厂，該工廠名為日商内外棉株式会社第三厂，厂址位於現今的宜昌路320号，而且以“水月”为商标，所以該廠又稱水月纱厂。1913年和1914年。内外棉分别在上海建成了内外棉第四、
第五厂。1918年，内外棉在上海開設内外棉第七、第八厂，同年8月收購裕原纱厂並更名第九厂。1914年至1922年期間，内外棉先后在現今的西苏州路1291号开办内外棉株式会社第五、七、八、十二厂和第一加工场漂染部。1923年，内外棉在現今上海普陀区境内开设第十四、十五厂。1923年，内外棉三、四厂建造的第二加工场（印染工厂）在西苏州路1901号竣工投产。1930年，内外棉八厂并入内外棉七厂。中國抗日战争結束后，内外棉被中国纺织建设公司清查。

## 另見
- シキボウ（日语：シキボウ）

## 外部連結
- 新内外綿株式会社 （页面存档备份，存于）